# Dwór Gorayskich w Szebniach
Dwór Gorayskich w Szebniach – zabytkowy dwór wybudowany w XIX w., wraz z parkiem, znajdujący się w miejscowości Szebnie koło Jasła.

## Opis
W 1789 Aleksander Gorayski szambelan króla Stanisława Augusta Poniatowskiego ożenił się z Teofilą Bukowską właścicielką dóbr w Szebniach i odtąd aż do 1939 rodzina Gorajskich była w ich posiadaniu. Po Aleksandrze dobra odziedziczył jego syn Ludwik, a następnie wnuk Aleksander, po którego śmierci majątek przejął jego bratanek Jan Korczak Gorayski. W roku 1890 właścicielem dóbr ziemskich w Szebniach był Kazimierz Gorayski, natomiast w 1899 prawnuk pierwszego Aleksandra Jan Gorayski (1871-1929), za którego własności nastąpiła przebudowa budynku dworu do obecnej postaci. Po nim dwór wraz z majątkiem odziedziczył jego syn Adam (1905-1980), który w 1939 opuścił Polskę. W trakcie II wojny światowej we dworze mieszkali oficerowie niemieccy oraz personel weterynaryjny. Po wojnie w latach 1962–2001 w kompleksie dworskim znajdował się Państwowy Dom Dziecka. W 2006 o zwrot upominali się spadkobiercy pierwotnych właścicieli ale sąd przyznał własność Starostwu Powiatowemu w Jaśle.

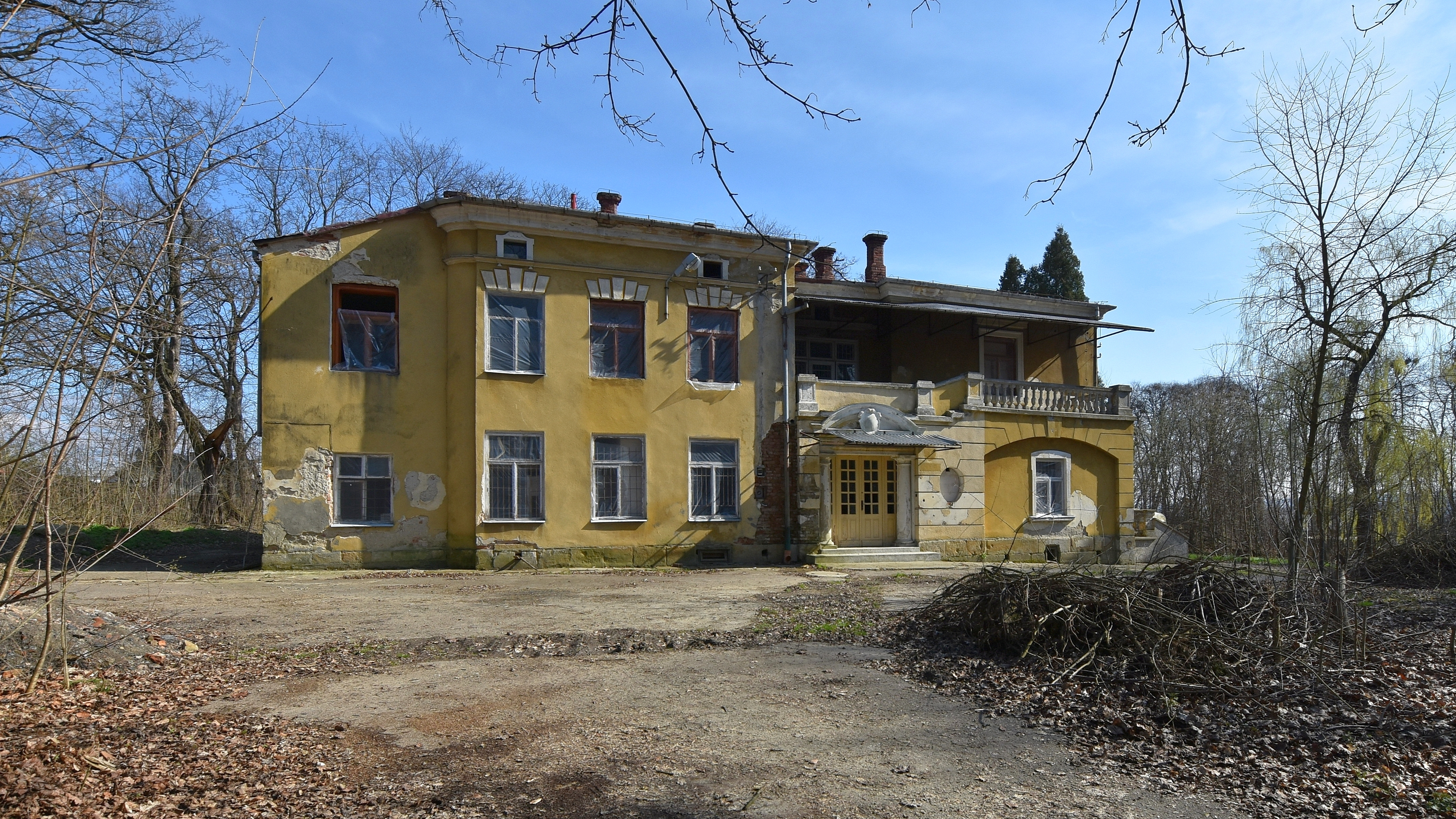
Elewacja frontowa
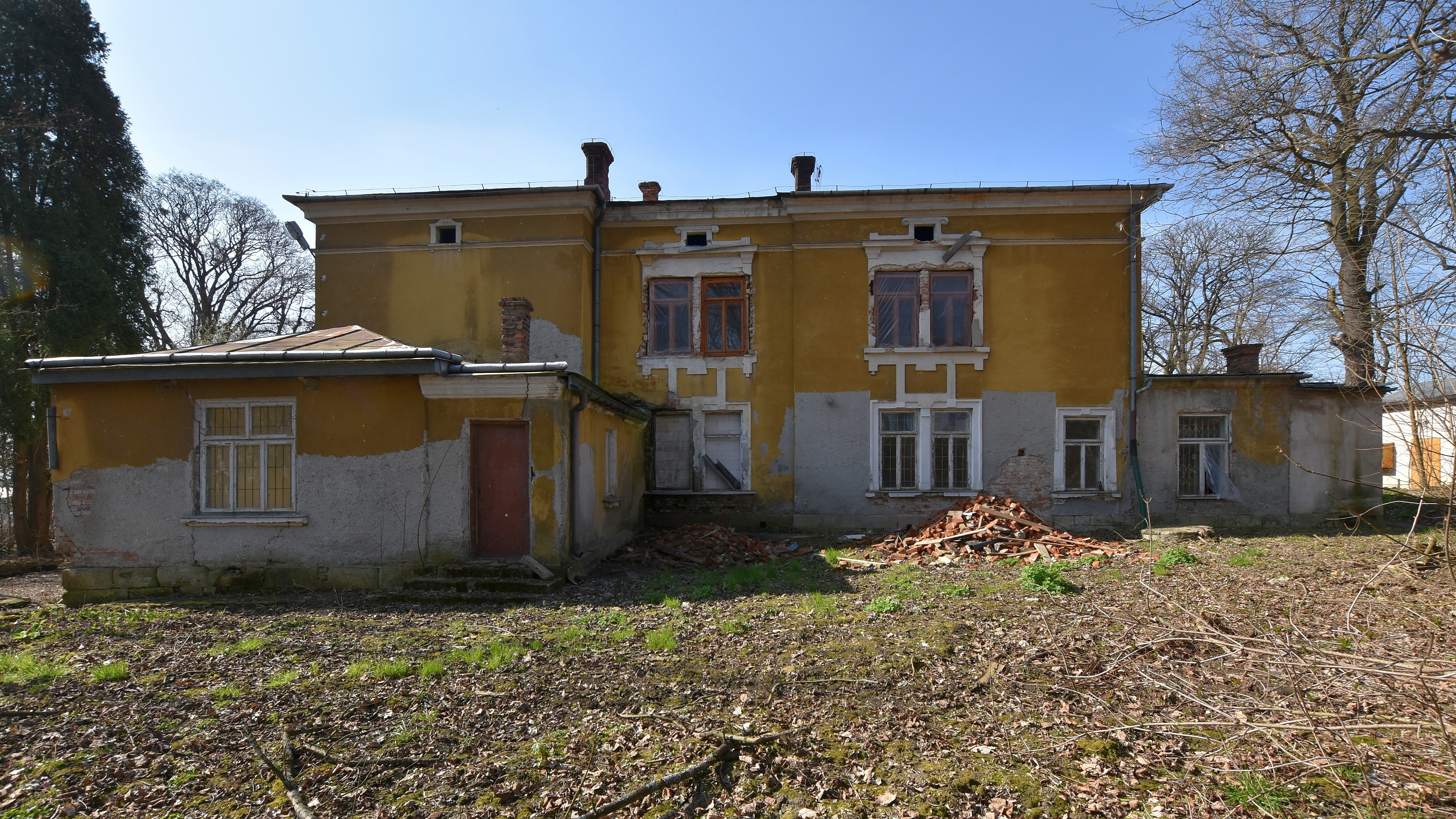
Elewacja tylna
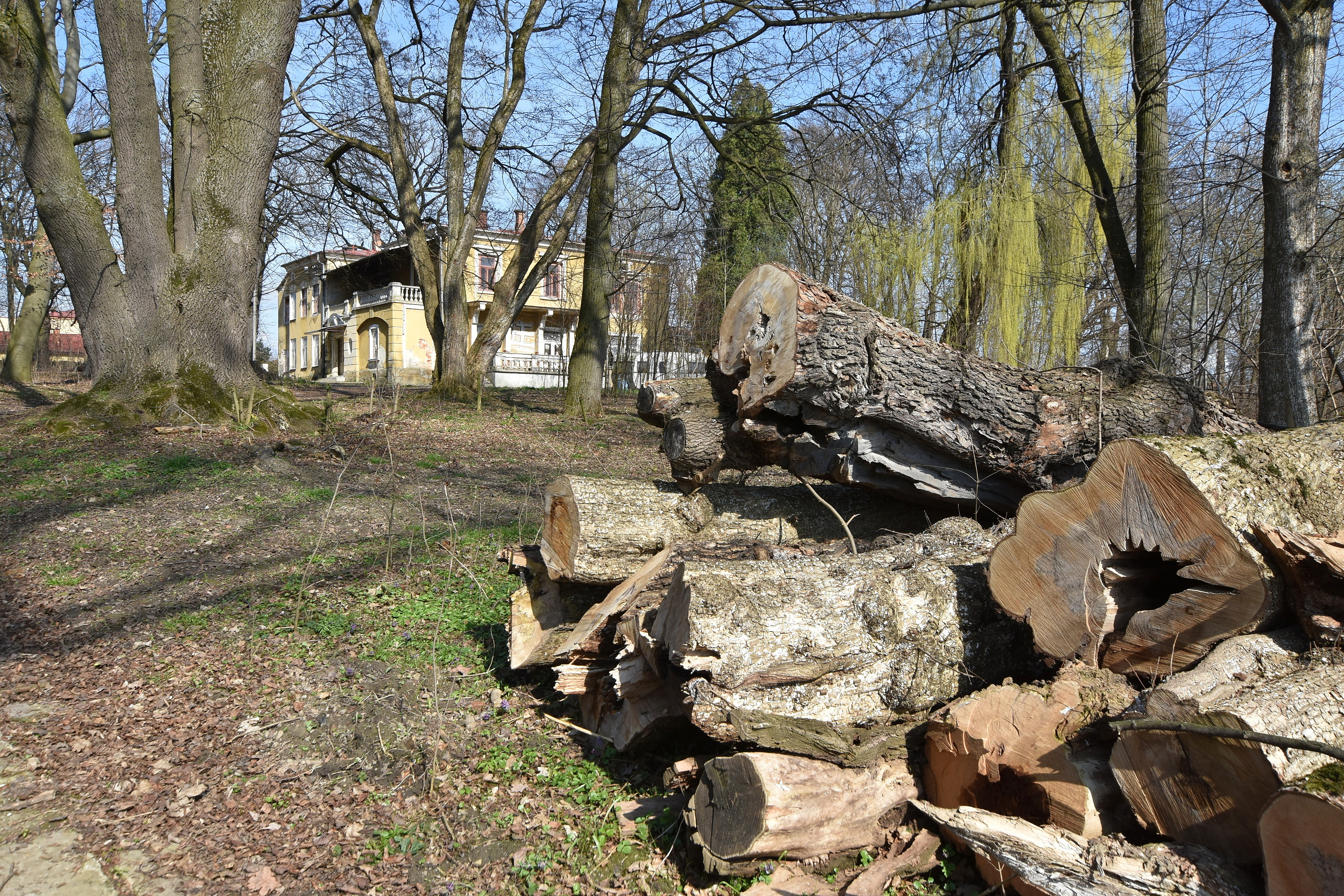
Park

Dwór wzniesiony został w pierwszej połowie XIX w. dla rodziny Gorayskich. W 1899 został powiększony według projektu krakowskiego architekta Tadeusza Stryjeńskiego. To eklektyczny, murowany budynek, założony na planie prostokąta o urozmaiconej bryle. W większej części parterowy, nakryty niskimi dachami, z głównym wejściem w parterowym aneksie po stronie zachodniej, flankowanym przyściennym półkolumnami i zwieńczonym falistym naczółkiem. Przy okazji przebudowy w 1899 założony został zapewne park krajobrazowy. 
W Szebniach na cmentarzu obok kościołów zachowała się neogotycka kaplica grobowa Gorayskich z 1895.
W okresie okupacji niemieckiej ziem polskich podczas II wojny światowej we dworze mieściło się najpierw dowództwo kompanii transportowej oddziału konnego Wehrmachtu (1939–1941), a następnie kwatera komendanta obozu w Szebniach. Pierwsi dwaj komendanci obozu pracy przymusowej, untersturmführer Anton Scheidt i hauptsturmführer Hans Kellermann, urządzali we dworze od marca do końca 1943 pijackie orgie, znane wśród mieszkańców okolicy od nazwiska pierwszego organizatora scheidtówkami, których ofiarami były młode Polki i Żydówki. Uczestniczyli w nich dowódca SS i policji w dystrykcie krakowskim oberführer Julian Scherner, jego szef sztabu sturmbannführer Wilhelm Haase, komendant obozu w Płaszowie untersturmführer Amon Göth i starosta jasielski Walter Gentz.